# Ramon Laguarta
Ramon Laguarta, född 1963 i Barcelona, är en spansk företagsledare som är både styrelseordförande och VD för den amerikanska multinationella livsmedelsproducenten Pepsico, Inc.
Han inledde sin karriär hos spanska konfektyrtillverkaren Chupa Chups, S.A., där han hade chefsansvar för marknaderna för Asien, Europa, Mellanöstern och USA. 1993 fick han anställning hos Pepsico och hade även där chefsbefattningar, den här gången för marknaderna i Spanien, Grekland, Östeuropa, Europa och subsahariska Afrika. Den 20 juli 2017 blev Laguarta utsedd till koncernens president. Den 3 oktober 2018 ersatte han den avgående VD:n Indra Nooyi. Den 10 januari 2019 blev det offentligt att Laguarta ersätter Nooyi även som styrelseordförande den 1 februari 2019.
Laguarta avlade en master of business administration vid ESADE Business School och master i internationell ledarskap vid Thunderbird School of Global Management.